# Llista de mitjans de comunicació occitans

Icona per als enllaços de la Viquipèdia a pàgines en llengua occitana

Aquesta és una llista de mitjans de comunicació en que l'occità és usat com a llengua de comunicació de manera total o parcial. Inclou tant mitjans de premsa escrita com de ràtio i televisió. La seva situació als mitjans és considerada com "d'extrema precarietat".

## Premsa escrita
La premsa escrita d'Occitània inclou títols de periodicitat quotidiana o anual. Es publiquen en diversos idiomes parlats dins l'àrea occitana, inclòs el francès, l'italià, l'occità. Quaranta títols publiquen texts en llengua occitana, o al costat d'articles en altres idiomes, exclusivament.
- La Setmana  setmanari en llengua occitana amb actualitats diverses en grafia clàssica[2]
- Jornalet  informació en occità, d'expressió lliure i grafia clàssica[3]
- A Vòste  informació en occità, d'expressió lliure i grafia clàssica[4]
- Prouvènço aro mensual en norma mistralenca[5]
- Li Nouvello de Prouvènço mensual en norma mistralenca[6]
- Aquò d'Aquí diari provençal, grafia clàssica i mistralenca.[7]
- Reclams, revista publicada per l'Escola Gaston Febus pel felibre gascó i bearnès.[8]
- Òc (revista), revista cultural en grafia clàssica[9]
- Lingüística occitana, revista acadèmica online.[10]
- InfOccitània, informació en occità Arxivat 2018-11-28 a Wayback Machine.
- Lo Diari

## Ràdios
- Ràdio Lenga d'òc 95.5 FM[11]
- Radio Coupo Santo a Avinyó[12]
- Radio Lengadòc[13]
- Ràdio País[14]
- Ràdio Occitània[15]
- Radio Pays a París[16]
- Ràdio Albigés a Albi (81)[17]
- Ràdio Gasconha[18]
- Ràdio 4 en Périgord et Agenais
- France Bleu Périgord (programa Meitat chen meitat pòrc)[19]
- France Bleu Toulouse (Les mots d'òc, conta monde)[20]
- Alpes 1 Alpes-du-Sud (émission Nostra Lenga)
- Aran, meddia Aranés (Programa de ràdio en occità aranès de Catalunya Ràdio).[21]

## Televisió
No hi cap cadena de televisió en occità, tot i que hi ha programes en occità a diverses cadenes.
- L'emissió Viure al Pais a France 3 Sud[22]
- L'emissió Punt de vista a France 3 Aquitaine (deixà d'emetre’s en 2012)
- L'emissió Vaqui a France 3 Méditerranée[23]
- El noticiari en occità de France 3
- TV Sud presenta alguns reportatges en occità TV Sud Arxivat 2017-02-18 a Wayback Machine.
- El noticiari «Infòc» en llenguadocià i en gascó aranès a BTV (Barcelona Televisió) de Catalunya[24]
- Noticiari al 3/24 en occità aranès.[25]
- La cadena TVPI que emet a Baiona i al sud d'Aquitània (Iparralde, Landes) proposa un reportatge en occità a la setmana.
- L'emissió Arbëria TV Occitana a Teleuropa Network de Calàbria[26][27]
- Aran TV, canal de televisió local de la Vall d'Aran[28]

## Portals d'internet[calcitació]
- La pòrta d'òc, portal d'informació en occità
- La chambra d'òc, actualitat de les Valls Occitanes
- L'occitan a París, per als residents a París
- Web Arxivat 2016-04-24 a Wayback Machine. del Centre Interregional de Desvolopament de l'Occitan (CIRDOC)
- Manaset Arxivat 2020-05-21 a Wayback Machine., mitjà d'informació online
- Oc Télé, cadena de televisió online
- Radiò Nacionala Occitana Arxivat 2017-07-30 a Wayback Machine.
- Medievaloc, portal web d'història en occità
- Trobasons, tota la musica en occitan
- Sapiéncia occitana, la revista digitala en occitan de sciéncia e istòria

### Llista dels fòrums en occità a internet
- Nòstre País (Servidor occitanofòn sus Discord)
- Occitània (Servidor occitanofòn sus Discord)
- r/occitan (Sosreddit per l'occitan)

## Cinema
- Istòria d'Adrian, pel·lícula de Jean-Pierre Denis en francès i en occità llemosí de 1980
- Malaterra, pel·lícula francesa amb bona part dels dialectes en occità provençal
- E l'aura fai son vir/Le vent fait son tour/Il Vento fa il suo giro, pel·lícula italiana ambientada a la val Maira, parlada en occità de les valadas.